# Клощар Иванич
Клощар Иванич (на хърватски: Kloštar Ivanić) е община в Загребска жупания, Хърватия. Според преброяването от 2011 г. има 6091 жители, 97% от които са хървати.